# ハインツ・コフート
ハインツ・コフート（Heinz Kohut ドイツ語: [ˈkoːhuːt] 英語: [ˈkoʊhuːt, ˈkoʊhʌt], 1913年5月3日 - 1981年10月8日）は、オーストリア出身の精神科医、精神分析学者。精神分析的自己心理学の提唱者で、今日の自己愛研究や間主観的アプローチの端緒を開いた。自己愛性パーソナリティ障害の研究に先鞭をつけたことでも知られる。

## 生涯
1913年5月3日、オーストリアの首都ウィーンに、ユダヤ人音楽家フェリックス・コフート（Felix Kohut、復員後、製紙業者に転身）とエルゼ・ランプル(Else Lampl) の長男として生を受けた。父フェリックスは第1次世界大戦に従軍していたため、1歳から5歳までは母エルゼと2人暮らしであった。
1932年、ウィーン大学医学部に入学し、1938年に学位を得たが、ナチスの迫害から逃れるべく、1939年3月にウィーンを発ち、イギリスに亡命した。なお、1937年から1938年にかけて、アウグスト・アイヒホルン (August Aichhorn) による精神分析を受けていた。
1940年3月、同じくアイヒホルンから分析を受けていたクルト・アイスラー(Kurt Eissler) がシカゴで精神分析オフィスを開業していたことや、友人ジークムント・レバリー(Siegmund Levarie) がシカゴ大学音楽学部の講師をしていたことを受けて、シカゴに移住した。同年、同大学医学部の精神神経学教室（神経学部門）に入局し、1944年に助教授に昇進した。
1946年、精神分析家の養成機関であるシカゴ精神分析研究所 (Chicago Institute for Psychoanalysis) に入所し、1950年に精神分析家の資格を得た。これを受けて、同年、シカゴ大学を退職した。
私生活では、1948年にソーシャル・ワーカーのエリザベス・マイアーズ (Elizabeth Meyers) と結婚し、1951年に長男トーマス・オーガスト (Thomas August) を授かった。
1953年、同研究所の教育スタッフに昇進し、1955年にはアメリカ精神分析学会誌の編集委員に選出された。また、自我心理学派の大御所ハインツ・ハルトマン (Heinz Hartmann) に目を掛けられ、彼を通じて、精神分析学界の総帥的な立場にあったアンナ・フロイト (Anna Freud) とも交流を持つようになった。こういった後押しもあり、1963年には同研究所の所長に選出され、翌1964年にはアメリカ精神分析学会 (American Psychoanalytic Association) の会長に就任した。
1968年から国際精神分析学会 (International Psychoanalytical Association) の会長選挙に向けて準備を進めていたが、落選が濃厚となったため、翌年、立候補を断念した。また、1970年に行われたシカゴ精神分析研究所の所長選挙にも敗れている。この頃から、後の自己心理学につながる独自の構想を打ち出し始め、1970年には自己研究会 (Self Conference) を立ち上げた。
なお、自己心理学の理論的な先駆けとなったのが、1968年に発表された論文「自己愛性パーソナリティ障害の精神分析的治療」であり、一連の論文は1971年に『自己の分析』として書籍化された。しかし、当時は欲動心理学（ジークムント・フロイト以来の伝統的な精神分析理論）や自我心理学の理論から逸脱する問題作と位置づけられ、賛否両論であった。加えて、同年、悪性リンパ腫を発症し、彼にとって不遇の時期であった。
1977年、欲動心理学や自我心理学との差異を明確に打ち出した意欲作『自己の修復』を発表した。本作は従来の理論に固執する精神分析家たちの猛烈な反発を買い、アンナやアイスラー夫妻とも疎遠になった。その一方で、翌年にはシカゴで第1回自己心理学年次総会（現在の自己心理学年次国際総会、Annual International Conference on The Psychology of The Self）を開くなど、新しい学派としての地歩を着実に固めつつあった。
晩年は生命保険の加入許可が下りないほどの満身創痍の身で、1981年10月8日、末期がんのため、移住地シカゴで亡くなった。なお、1984年に出版された『自己の治癒』は、コフートが生前に書き溜めていた論文や講演内容を同僚のアーノルド・ゴールドバーグ (Arnold Goldberg) が編集したものである。

## 備考
- 母エルゼは大学生エルンスト・モラヴェッツ (Ernst Morawetz) を家庭教師として雇い、コフートが3年生になるまでは自宅学習をさせていた。モラヴェッツは学業指導のみならず、オペラや美術館にもしばしば彼を連れ出したという。コフートは少年時代を何となく寂しかったと振り返っているが、彼が大きな慰みとなっていたようである。その他、古典の習得にも力を入れており、ラテン語を8年間、ギリシア語を6年間学んだ。

- エルゼはきわめて個性の強い変わった女性で、コフートは知人に冗談交じりに「クレイジー・マザー」と話していたという。

- 1936年から1年半の間、大学に無断でフランスに渡り、パリで病院実習を行っていた。

- アイヒホルンから情報を得て、1938年6月4日、ロンドンに亡命するフロイトをウェストバーンホフ駅で見送っている。その際に、コフートが帽子をとって挨拶をしたところ、フロイトも帽子をとって応じたという。これはあくまでコフートの見解であり、フロイトの思惑は定かではないが、後年まで好んでこのエピソードを話したという。

- 1939年3月、イギリスに渡ったが、パスポートやビザを持っていなかったため、当初は移民キャンプで生活していた。その後、母方の叔父ハンス・ランプル (Hans Lampl) を頼ってロンドンに移り住んだ。

- 1940年、正式なビザを得てアメリカへ渡り、1945年にアメリカの市民権を取得している。ちなみに、渡米時には25セントの持ち合わせしかなかったという。

- 1942年11月にもシカゴ精神分析研究所の面接を受けているが、入所を拒否されている。表向きの理由は、精神分析に関する知識不足とされているが、詳細は明らかではない。

- シカゴ精神分析研究所で研修中、アイスラーの妻ルース・アイスラー (Ruth Eissler) に訓練分析を受けていたことがわかっている。なお、アイスラー夫妻は教条的な自我心理学の信奉者として知られている。

- 長男のミドル・ネームのオーガストは、ウィーン時代の恩師アイヒホルンのファースト・ネームにあやかったものである。なお、コフートもトーマスもともに一人っ子。

- 1950年代半ば以降、コフートはその該博な知識と講義の名手としてアメリカの精神分析界では有名で、「ミスター精神分析」と称されていた。

- アメリカ移住後、コフートは家庭内でも英語を使っていたが、1963年に友人フォン＝ヴィッツレーベン (von Witzleben) に宛てた手紙の中で、母語のドイツ語に対する愛着を語っている。

- アンナ・フロイトとは1963年から文通を始めている。彼女が1966年にシカゴ大学から名誉博士号を授与されたときは、シカゴのコフート邸に滞在している。コフートは彼女に格別の敬意を示していたようで、彼女のことを「ミス・フロイト」と呼んでいた。アメリカでは、ある程度親しくなると、恩師に対してもファースト・ネームで呼ぶようになる慣習がある。

- 国際精神分析学会会長選挙に向けて、アンナも積極的にコフートを後押ししたようであるが、事前の票読みでレオ・ランゲル (Leo Rangel) の当選が確実となったため、1969年2月10日付の手紙で立候補を取りやめるように彼を説得している。コフートにとって相当な失意体験であったようで、悔しさのあまり眠れない夜もあったとルース・アイスラーに手紙で打ち明けている。

- 一時期はアンナと学問的に蜜月関係にあったコフートであるが、独自の理論構築を始めた1960年代後半、特に1969年以降はアンナからの手紙が目に見えて減っている。また、1971年の『自己の分析』の出版にあたっては、父フロイトから離反していった高弟オットー・ランク (Otto Rank) やシャーンドル・フェレンツィ (Sándor Ferenczi) となぞらえて、彼を「反逆者」呼ばわりしている。

- 1979年に発表された論文「Z氏の2つの分析」はコフートの自己分析だと見る向きが多く、家族も認めている。本稿は、Z氏が自我心理学的手法による精神分析を受けた5年後に、改めて自己心理学的手法による精神分析を受け直すという体裁をとっているのであるが、1回目の分析はルース・アイスラーによる分析を指しているのではないかと見られている。

- 理論の親近性において、「アメリカ版対象関係論」と位置づけられることがあるが、コフートが対象関係論に関する知識をどれほど持っていたかは明らかになっていない。あまり持ち合わせていなかったという見方から、多分に持ち合わせていたが、あえて文献として挙げなかったという見方まで存在する。エピソードとしては良い乳房や悪い乳房を直接的に問う対象関係論の臨床論文を読んで苦笑したと言われている。

- カール・ロジャーズ (Carl Rogers) の来談者中心療法との類似性を指摘されると激怒したとも言われている。

- 晩年のコフートは悪性リンパ腫に加え、1979年には心臓バイパス手術を受けている。また、その後に肺炎なども患っている。

- コフートは亡くなる4日前の1981年10月4日にも病気を押して、サンフランシスコの自己心理学研究会に出席し、「共感」に関する講演を行っている。その最後の台詞は「もう休ませてほしい (I want to take a rest now.)」であった。

## 著作

### 著書
- Kohut, H. (1971). The Analysis of the Self. A Systematic Approach to the Psychoanalytic Treatment of Narcissistic Personality Disorders. New York: International Universities Press.
  - 水野信義・笠原嘉（監訳）（1994）：自己の分析、みすず書房
- Kohut, H. (1977). The Restoration of the Self. Madison CT: International Universities Press.
  - 本城秀次・笠原嘉（監訳）（1995）：自己の修復、みすず書房
- Kohut, H. (ed. Goldberg, A.) (1984). How Does Analysis Cure? Chicago ,  London: University of Chicago Press.
  - 本城秀次・笠原嘉（監訳）（1995）：自己の治癒、みすず書房
- Kohut, H. (ed. Ornstein, P.) (1978-1991). The Search for Self. Selected Writings of Heinz Kohut 1950- 1978 Vol.I-IV. New York: International Universities Press.
  - 伊藤洸（監訳）（1987）：コフート入門―自己の探求、岩崎学術出版社
- Kohut, H. (ed. Strozier, C. B.) (1985). Self Psychology and the Humanities: Reflections on a New Psychoanalytic Approach. New York ,  London: W. W. Norton.
  - 林直樹（訳）（1996）：自己心理学とヒューマニティ、金剛出版
- Kohut, H. (ed. Elson, M.) (1987). The Kohut Seminars: On Self Psychology and Psychotherapy with Adolescents and Young Adult. New York: W. W. Norton.
  - 伊藤洸（監訳）（1987-92）：コフート自己心理学セミナー1-3、金剛出版
- Kohut, H. (ed. Cocks, G.) (1994). The Curve of Life: Correspondence 1923-1981. Chicago: University of Chicago Press.
- Kohut, H. (ed. Tolpin, P., Tolpin, M.) (1996). The Chicago institute lectures. Hillsdale, NJ: Analytic Press.
- Goldberg, A. (ed.) (Collab. Kohut, H.) (1978). The Psychology of the Self: A Casebook: Written with the Collaboration of Heinz Kohut. New York: International Universities Press.

### 論文
- Kohut, H. & Levarie, S. (1950). On the enjoyment of listening to music. The Psychoanalytic Quarterly, 19: 64-87.
- Kohut, H. (1952). Review of Psychanalyse de la Musique. The Psychoanalytic Quarterly, 21: 109-111.
- Kohut, H. (1955). Review of Beethoven and His Nephew. The Psychoanalytic Quarterly, 24: 453-455.
- Kohut, H. (1955). Review of The Haunting Melody: Psychoanalytic Experiences in Life and Music. The Psychoanalytic Quarterly, 24: 134-137.
- Kohut, H. (1957). Death in Venice by Mann: disintegration of artistic sublimation. The Psychoanalytic Quarterly, 26 : 206-228.
- Kohut, H. (1957). Observations on the psychological functions of music. Journal of the American Psychoanalytic Association, 5: 389-407.
- Kohut, H. (rep.) (1957). Panel: Clinical and theoretical aspects of resistance. Journal of the American Psychoanalytic Association, 5: 548-555.
- Kohut, H. (1957). Review of The Arrow and the Lyre. A Study of the Role of Love in the Works of Thomas Mann. The Psychoanalytic Quarterly, 26: 273-275.
- Kohut, H. (1959). Introspection, empathy, and psychoanalysis. Journal of the American Psychoanalytic Association, 7: 459-483.
- Kohut, H. (1960). Review of Beethoven and his Nephew. A Psychoanalytic Study of their Relationship. Journal of the American Psychoanalytic Association, 8: 567-586.
- Kohut, H. (1960). Review of Daniel Paul Schreber, Memoirs of my Nervous Illness. Journal of the American Psychoanalytic Association, 8: 567-586.
- Kohut, H. (1960). Review of Great Men: Psychoanalytic Studies. Journal of the American Psychoanalytic Association, 8: 567-586.
- Kohut, H. (rep.) (1960). Panel: The psychology of imagination. Journal of the American Psychoanalytic Association, 8: 159-166.
- Kohut, H. (1960). Review of Swift and Carroll. A Psychoanalytic Study of Two Lives. Journal of the American Psychoanalytic Association, 8: 567-586.
- Kohut, H. (1962). The psychoanalytic curriculum. Journal of the American Psychoanalytic Association, 10: 153-163.
- Kohut, H. (1964). Phyllis Greenacre - a tribute. Journal of the American Psychoanalytic Association, 12: 3-5.
- Kohut, H. (1964). Symposium on fantasy. International Journal of Psycho-analysis, 45: 199-202.
- Kohut, H. (1966). Forms and transformations of narcissism. Journal of the American Psychoanalytic Association, 14: 243-272.
- Kohut, H. (1968). Narcissistic personality disorders: outline systematic approach. The Psychoanalytic Study of the Child, 23: 86-113.
- Kohut, H. (1968). The evaluation of applicants for psychoanalytic training. International Journal of Psycho-analysis, 49: 548-554.
- Kohut, H. (1970). Scientific activities of the American Psychoanalytic Association. Journal of the American Psychoanalytic Association, 18: 462-484.
- Kohut, H. (1971). Peace prize 1969: laudation. Journal of the American Psychoanalytic Association, 19: 806-818.
- Kohut, H. (1972). Thoughts on narcissism and narcissistic rage. The Psychoanalytic Study of the Child, 27: 360-400.
- Kohut, H. (1973). Psychoanalysis in a troubled world. The Annual of Psychoanalysis, 1: 3-25.
- Kohut, H. (1975). The future of psychoanalysis. The Annual of Psychoanalysis, 3: 325-340.
- Kohut, H. (1975). The psychoanalyst in the community of scholars. The Annual of Psychoanalysis, 3: 341-370.
- Kohut, H. (1976). Creativeness, charisma, group psychology: Freud's self-analysis. Psychol. Issues, 34: 379-425.
- Kohut, H. (1977). On the occasion of Jean Piaget's eightieth birthday. The Annual of Psychoanalysis, 5: 373-378.
- Kohut, H., Wolf, E.S. (1978). The disorders of the self and their treatment: an outline. International Journal of Psycho-analysis, 59: 413-426.
- Kohut, H. (1979). The two analyses of Mr. Z. International Journal of Psycho-analysis, 60: 3-28.
- Kohut, H. (1982). Introspection, empathy, and mental health. International Journal of Psycho-analysis, 63: 395-408.

### 日本語
- 丸田俊彦（1992）：コフート理論とその周辺―自己心理学をめぐって、岩崎学術出版社
- 中西信男（1991）：コフートの心理療法―自己心理学的精神分析の理論と技法、ナカニシヤ出版
- 岡野憲一郎（1999）：新しい精神分析理論―米国における最近の動向と「提供モデル」、岩崎学術出版社
- 和田秀樹（1999）：〈自己愛〉の構造―「他者」を失った若者たち、講談社［講談社選書メチエ］
- 和田秀樹（2002）：〈自己愛〉と〈依存〉の精神分析―コフート心理学入門、PHP研究所［PHP新書］
- 和田秀樹（2002）：壊れた心をどう治すか―コフート心理学入門II、PHP研究所［PHP新書］
- 富樫公一（2013）：ポスト・コフートの精神分析システム理論―現代自己心理学から心理療法の実践的感性を学ぶ、［誠信書房］

### 外国語
- Goldberg, A. (ed.) (1980). Advances in Self Psychology. New York: International Universities Press.
  - 岡秀樹（訳）（1991）：自己心理学とその臨床―コフートとその後継者たち、岩崎学術出版社
- Goldberg, A. (ed.) (1983). The Future of Psychoanalysis. Essays in Honor of Heinz Kohut. New York: International Universities Press.
- Goldberg, A. (ed.) (1988). Learning From Kohut. Hillsdale NJ: The Analytic Press.
- Jacoby, M. (1990). Individuation and Narcissism: The Psychology of the Self in Jung and Kohut. London: Routledge.
  - 高石浩一（訳）（1997）：個性化とナルシシズム―ユングとコフートの自己の心理学、創元社
- Kohut, H. (ed. Cocks, G.) (1994). The Curve of Life: Correspondence 1923-1981. Chicago: University of Chicago Press.
- Kramer, S. & Akhtar, S. (1994). Mahler & Kohut: Perspectives on Development, Psychopathology, and Technique. Northvale NJ: Aronson
- Lee, R. R. & Martin, J. C. (1991). Psychotherapy after Kohut: A Textbook of Self Psychology. Hillsdale NJ: The Analytic Press.
- Lichtenberg, J. D., Lachmann, F. M. & Fosshage, J. L. (1992). Seld and Motivational Systems: Toward a Theory of Psychoanalytic Technique. Hillsdale NJ: The Analytic Press.
- Lichtenberg, J. D., Lachmann, F. M. & Fosshage, J. L. (1996). The Clinical Exchange: Techniques Derived from Self and Motivational Systems. Hillsdale NJ: The Analytic Press.
  - 角田豊（監訳）（2006）：自己心理学の臨床と技法―臨床場面におけるやり取り、金剛出版
- Lichtenberg, J. D., Lachmann, F. M. & Fosshage, J. L. (2002). A Spirit of Inquiry: Communication in Psychoanalysis. Hillsdale NJ: The Analytic Press.
- Siegel, A. (1996). Heinz Kohut and the Psychology of the Self. London & New York: Routledge.
- Stepansky, P. & Goldberg, A. (eds.) (1984). Kohut's Legacy. Contributions to Self Psychology. Hillsdale NJ: The Analytic Press.
- Strozier, C. B. (2001). Heinz Kohut: The Making of a Psychoanalyst. New York: Farrar, Straus and Giroux.
  - 羽下大信・富樫公一・富樫真子（訳）（2011）：ハインツ・コフート―その生涯と自己心理学、金剛出版
- Togashi, K. & Kottler, A. (2015). Kohut's Twinship Across Cultures: The psychology of being human. London & New York: Routledge.
- Wolf, E. S. (1988). Treating the self: Elements of clinical self psychology. New York: The Guilford Press.
  - 安村直己・角田豊（訳）（2001）：自己心理学入門―コフート理論の実践、金剛出版

## 関連人物
- ジークムント・フロイト
- アウグスト・アイヒホルン
- アンナ・フロイト
- ハインツ・ハルトマン
- オットー・カーンバーグ
- アーノルド・ゴールドバーグ
- ロバート・ストロロウ
- ロナルド・フェアバーン
- ドナルド・ウィニコット
- ダニエル・スターン
- カール・ロジャーズ